# Fuck Me Pumps
«Fuck Me Pumps» —en español: «Zapatos de Mujerzuela»— es una canción interpretada por la fallecida cantante británica Amy Winehouse. Fue escrita por Winehouse y Salaam Remi. Fue seleccionada para ser el cuarto sencillo del álbum Frank junto a Help Yourself. 

## Vídeo musical
En el videoclip de Fuck Me Pumps se ve Amy caminando por la calle con un micrófono que usan las “bombas” (zapatos de tacón alto). También se observa unas chicas que están discutiendo delante de una discoteca, y a Amy Winehouse caminando por distintas calles con un micrófono en la mano. Cuanto más camina, más corta es la bobina en el micrófono que tiene. En el vídeo se observa a unas mujeres que padecen hambre, en busca de seguridad y amor. Amy también se explica con sarcasmo la ironía de ella misma. Su padre Mitch, hace una breve aparición en el video.

## Formatos
UK CD Single
1. «Fuck Me Pumps»
2. «Help Yourself»
3. «(There Is) No Greater Love»

## Listas y certificaciones
| Lista (2004)                   | Mejor posición |
| ------------------------------ | -------------- |
| Reino Unido (UK Singles Chart) | 65             |